# فهرست فرودگاه‌های استرالیای جنوبی
این مقاله شامل فهرست فرودگاه‌های استرالیای جنوبی در کشور استرالیا است.

## فهرست فرودگاه‌ها
| مکان                  | نام فرودگاه                                               | نوع    | ایکائو | یاتا | مختصات                                                          |
| --------------------- | --------------------------------------------------------- | ------ | ------ | ---- | --------------------------------------------------------------- |
| Andamooka             | فرودگاه انداموکا                                          | همگانی | YAMK   | ADO  | ۳۰°۲۶′۱۸″ جنوبی ۱۳۷°۰۸′۱۲″ شرقی / ۳۰٫۴۳۸۳۳°جنوبی ۱۳۷٫۱۳۶۶۷°شرقی |
| Ceduna                | فرودگاه سدونا                                             | همگانی | YCDU   | CED  | ۳۲°۰۷′۵۰″ جنوبی ۱۳۳°۴۲′۳۵″ شرقی / ۳۲٫۱۳۰۵۶°جنوبی ۱۳۳٫۷۰۹۷۲°شرقی |
| Cleve                 | Cleve Airport                                             | همگانی | YCEE   | CVC  | ۳۳°۴۲′۳۶″ جنوبی ۱۳۶°۳۰′۱۸″ شرقی / ۳۳٫۷۱۰۰۰°جنوبی ۱۳۶٫۵۰۵۰۰°شرقی |
| Coober Pedy           | فرودگاه کوبر پدی                                          | همگانی | YCBP   | CPD  | ۲۹°۰۲′۲۴″ جنوبی ۱۳۴°۴۳′۱۸″ شرقی / ۲۹٫۰۴۰۰۰°جنوبی ۱۳۴٫۷۲۱۶۷°شرقی |
| Cowell                | Cowell Airport                                            | همگانی | YCWL   |      | ۳۳°۴۰′۰۰″ جنوبی ۱۳۶°۵۳′۳۰″ شرقی / ۳۳٫۶۶۶۶۷°جنوبی ۱۳۶٫۸۹۱۶۷°شرقی |
| Edinburgh             | فرودگاه نیروی هوایی سلطنتی استرالیا در پایگاه ادینبورگ    | نظامی  | YPED   |      | ۳۴°۴۲′۰۹″ جنوبی ۱۳۸°۳۷′۱۵″ شرقی / ۳۴٫۷۰۲۵۰°جنوبی ۱۳۸٫۶۲۰۸۳°شرقی |
| Gawler                | فرودگاه گاولر                                             | خصوصی  |        |      | ۳۴°۳۶′۰۰″ جنوبی ۱۳۸°۴۳′۰۸″ شرقی / ۳۴٫۶۰۰۰۰°جنوبی ۱۳۸٫۷۱۸۸۹°شرقی |
| Goolwa                | فرودگاه گولوآ                                             | خصوصی  | YGWA   |      | ۳۵°۲۸′۵۴″ جنوبی ۱۳۸°۴۵′۰۶″ شرقی / ۳۵٫۴۸۱۶۷°جنوبی ۱۳۸٫۷۵۱۶۷°شرقی |
| Jacinth Ambrosia Mine | Jacinth Ambrosia Airport                                  | خصوصی  | YJAC   |      | ۳۰°۵۴′۰۶″ جنوبی ۱۳۲°۱۱′۰۰″ شرقی / ۳۰٫۹۰۱۶۷°جنوبی ۱۳۲٫۱۸۳۳۳°شرقی |
| Kimba                 | Kimba Airport                                             | همگانی | YIMB   |      | ۳۳°۰۵′۵۹″ جنوبی ۱۳۶°۲۷′۳۵″ شرقی / ۳۳٫۰۹۹۷۲°جنوبی ۱۳۶٫۴۵۹۷۲°شرقی |
| Kingscote             | فرودگاه کینگ اسکات                                        | همگانی | YKSC   | KGC  | ۳۵°۴۲′۵۰″ جنوبی ۱۳۷°۳۱′۱۸″ شرقی / ۳۵٫۷۱۳۸۹°جنوبی ۱۳۷٫۵۲۱۶۷°شرقی |
| Leigh Creek           | Leigh Creek Airport                                       | خصوصی  | YLEC   | LGH  | ۳۰°۵۹′۵۴″ جنوبی ۱۳۸°۲۵′۳۶″ شرقی / ۳۰٫۹۹۸۳۳°جنوبی ۱۳۸٫۴۲۶۶۷°شرقی |
| Loxton                | Loxton Airport                                            | همگانی | YLOX   |      | ۳۴°۲۸′۳۰″ جنوبی ۱۴۰°۳۹′۴۸″ شرقی / ۳۴٫۴۷۵۰۰°جنوبی ۱۴۰٫۶۶۳۳۳°شرقی |
| Moomba                | Moomba Airport                                            | خصوصی  | YOOM   |      | ۲۸°۰۶′۰۰″ جنوبی ۱۴۰°۱۱′۴۸″ شرقی / ۲۸٫۱۰۰۰۰°جنوبی ۱۴۰٫۱۹۶۶۷°شرقی |
| Mount Gambier         | فرودگاه ماونت گمبیر                                       | همگانی | YMTG   | MGB  | ۳۷°۴۴′۴۴″ جنوبی ۱۴۰°۴۷′۰۷″ شرقی / ۳۷٫۷۴۵۵۶°جنوبی ۱۴۰٫۷۸۵۲۸°شرقی |
| Murray Bridge         | فرودگاه موری بریج                                         | خصوصی  | YMBD   |      | ۳۵°۰۴′۰۰″ جنوبی ۱۳۹°۱۳′۳۶″ شرقی / ۳۵٫۰۶۶۶۷°جنوبی ۱۳۹٫۲۲۶۶۷°شرقی |
| Naracoorte            | Naracoorte Airport                                        | همگانی | YNRC   | NAC  | ۳۶°۵۹′۰۶″ جنوبی ۱۴۰°۴۳′۰۵″ شرقی / ۳۶٫۹۸۵۰۰°جنوبی ۱۴۰٫۷۱۸۰۶°شرقی |
| North Shields         | فرودگاه پورت لینکولن                                      | همگانی | YPLC   | PLO  | ۳۴°۳۶′۱۹″ جنوبی ۱۳۵°۵۲′۴۹″ شرقی / ۳۴٫۶۰۵۲۸°جنوبی ۱۳۵٫۸۸۰۲۸°شرقی |
| Olympic Dam           | فرودگاه المپیک دم                                         | خصوصی  | YOLD   | OLP  | ۳۰°۲۹′۰۶″ جنوبی ۱۳۶°۵۲′۳۶″ شرقی / ۳۰٫۴۸۵۰۰°جنوبی ۱۳۶٫۸۷۶۶۷°شرقی |
| Oodnadatta            | فرودگاه اودناداتا                                         | همگانی | YOOD   | OOD  | ۲۷°۳۳′۳۶″ جنوبی ۱۳۵°۲۶′۴۲″ شرقی / ۲۷٫۵۶۰۰۰°جنوبی ۱۳۵٫۴۴۵۰۰°شرقی |
| Parafield، آدلاید     | فرودگاه پارافیلد                                          | همگانی | YPPF   |      | ۳۴°۴۷′۳۶″ جنوبی ۱۳۸°۳۷′۵۹″ شرقی / ۳۴٫۷۹۳۳۳°جنوبی ۱۳۸٫۶۳۳۰۶°شرقی |
| Port Augusta          | فرودگاه پورت آگوستا                                       | همگانی | YPAG   | PUG  | ۳۲°۳۰′۲۵″ جنوبی ۱۳۷°۴۳′۰۰″ شرقی / ۳۲٫۵۰۶۹۴°جنوبی ۱۳۷٫۷۱۶۶۷°شرقی |
| Port Pirie            | فرودگاه پورت پیری                                         | همگانی | YPIR   | PPI  | ۳۳°۱۴′۲۰″ جنوبی ۱۳۷°۵۹′۴۲″ شرقی / ۳۳٫۲۳۸۸۹°جنوبی ۱۳۷٫۹۹۵۰۰°شرقی |
| Prominent Hill Mine   | فرودگاه پرامیننت هیل                                      | خصوصی  | YPMH   | PXH  | ۲۹°۴۳′۰۰″ جنوبی ۱۳۵°۳۱′۱۸″ شرقی / ۲۹٫۷۱۶۶۷°جنوبی ۱۳۵٫۵۲۱۶۷°شرقی |
| Renmark               | فرودگاه رنمارک                                            | همگانی | YREN   | RMK  | ۳۴°۱۱′۴۸″ جنوبی ۱۴۰°۴۰′۲۴″ شرقی / ۳۴٫۱۹۶۶۷°جنوبی ۱۴۰٫۶۷۳۳۳°شرقی |
| Streaky Bay           | فرودگاه خلیج استریکی                                      | همگانی | YKBY   | KBY  | ۳۲°۵۰′۰۱″ جنوبی ۱۳۴°۱۷′۳۶″ شرقی / ۳۲٫۸۳۳۶۱°جنوبی ۱۳۴٫۲۹۳۳۳°شرقی |
| Tumby Bay             | Tumby Bay Airport                                         | همگانی | YTBB   |      | ۳۴°۲۱′۴۰″ جنوبی ۱۳۶°۰۵′۴۲″ شرقی / ۳۴٫۳۶۱۱۱°جنوبی ۱۳۶٫۰۹۵۰۰°شرقی |
| Waikerie              | Waikerie Airport                                          | همگانی | YWKI   |      | ۳۴°۱۱′۰۰″ جنوبی ۱۴۰°۰۱′۴۸″ شرقی / ۳۴٫۱۸۳۳۳°جنوبی ۱۴۰٫۰۳۰۰۰°شرقی |
| West Beach، آدلاید    | فرودگاه آدلاید                                            | همگانی | YPAD   | ADL  | ۳۴°۵۶′۴۲″ جنوبی ۱۳۸°۳۱′۵۰″ شرقی / ۳۴٫۹۴۵۰۰°جنوبی ۱۳۸٫۵۳۰۵۶°شرقی |
| وایالا                | فرودگاه وایالا                                            | همگانی | YWHA   | WYA  | ۳۳°۰۳′۳۲″ جنوبی ۱۳۷°۳۰′۵۲″ شرقی / ۳۳٫۰۵۸۸۹°جنوبی ۱۳۷٫۵۱۴۴۴°شرقی |
| William Creek         | William Creek Airport                                     | خصوصی  | YYWC   |      | ۲۸°۵۴′۲۴″ جنوبی ۱۳۶°۲۰′۳۰″ شرقی / ۲۸٫۹۰۶۶۷°جنوبی ۱۳۶٫۳۴۱۶۷°شرقی |
| Woomera               | فرودگاه نیروی هوایی سلطنتی استرالیا در پایگاه هوایی وومرا | نظامی  | YPWR   | UMR  | ۳۱°۰۸′۳۹″ جنوبی ۱۳۶°۴۹′۰۱″ شرقی / ۳۱٫۱۴۴۱۷°جنوبی ۱۳۶٫۸۱۶۹۴°شرقی |
| Wudinna               | Wudinna Airport                                           | همگانی | YWUD   | WUD  | ۳۳°۰۲′۳۶″ جنوبی ۱۳۵°۲۶′۴۸″ شرقی / ۳۳٫۰۴۳۳۳°جنوبی ۱۳۵٫۴۴۶۶۷°شرقی |